# 九大フィルハーモニーオーケストラ
九大フィルハーモニー・オーケストラ（きゅうだいふぃるはーもにーおーけすとら）は、日本の学生オーケストラの一つで、九州大学を中心とした、福岡県内の学生によって構成される。国内のアマチュアオーケストラの中では最古級の団体であり、九州交響楽団が発足するまでは、福岡のみならず九州の音楽界の先駆的存在であった。通称「九大フィル（きゅうだいふぃる）」。年2回の定期演奏会を中心に活動を行う。

## 沿革・概要
- 1909年、九州大学の前身である、京都帝国大学福岡医科大学教授榊保三郎を中心に、フィルハーモニー会として発足。
- 1911年、九州帝国大学の設置とともに、「九大」の名を冠し、「九大フィルハーモニー会」とする。
- 1923年、大阪・東京で各２公演、名古屋で１公演という演奏旅行を計画するも、同年4月1日の北白川宮成久王の逝去に伴う歌舞音曲停止令により頓挫。
- 1924年、摂政宮殿下御成婚奉祝音楽会にて、ベートーヴェン作曲、交響曲第9番「合唱付き」第4楽章を邦人初演。榊の手により、第9番のメロディに文部省撰「皇太子殿下御結婚奉祝歌」の歌詞を置き換えて演奏された。

同演奏会のパンフレットには「ベートホーフェン作曲第九交響楽最終楽章中の快速調及荘厳なる緩徐調に文部省撰奉祝歌詞を榊保三郎が適応せるものなり」との説明が付されている。
- 1926年、チャイコフスキー作曲、交響曲第6番「悲愴」をSPレコードに録音する。我が国での最古級の管弦楽録音か。
- 第二次世界大戦で一時期活動を中断したが、1947年には活動を再開、石丸寛や荒谷俊治を指揮者として迎え、九州交響楽団などの数多くの音楽団体の礎を築く。
- 1959年、地域音楽文化の育成に大きな功績を残したとして西日本文化賞を受賞。
- 1966年、テレビ番組「題名のない音楽会」に出演。
- 1975年、当時新進気鋭の指揮者として堤俊作を指揮者に迎え、その後30年以上に渡る関係を築く。
- 1984年、中国特別演奏会(上海市人民政府大礼堂にて、荒谷俊治指揮)
- 1998年、第13回全日本学生オーケストラ大会(横浜みなとみらいホール)にて、ラフマニノフ作曲、交響曲第2番を演奏し、大賞を受賞する。
- 2009年、創立100周年を迎え、創立100周年記念第183回定期演奏会を挙行し、アクロス福岡シンフォニーホールが満席となるなど学生オケとしては非常に大きな影響力を持つ。福岡市における音楽文化の向上や地域文化の振興に大きな役割を果たしているとして福岡市民文化活動功労賞受賞。
- 2014年、チェンバロ奏者、オルガン奏者として活躍する鈴木優人を初代ミュージック・アドバイザー、指揮者として迎えたことで転機を迎えた。九州大学の伊都キャンパス移転と併せて、精力的に活躍を続けており、2018年には第200回定期演奏会、また約90年越しとなる同団初の東京公演を予定している。
- 2018年、定期演奏会200回および九州大学伊都キャンパス移転を記念し、サントリーホールにて特別演奏会を挙行する。

## 九大フィルによる日本初演作品
- 交響曲第40番／モーツァルト（1919/05/10）
- 序曲「静かな海と楽しい航海」／メンデルスゾーン（1919/05/10）
- 交響曲第1番／ベートーヴェン（1919/11/15）
- 交響曲第4番「イタリア」／メンデルスゾーン（1922/05/20）
- 交響曲第4番／シューマン（1926/12/11）
- 交響詩「夏の田園」／オネゲル（1927/12/10）
- 序曲「南国にて」／エルガー（1975/06/13）
- 新大学祝典序曲／広瀬量平（2003/06/20）

## 稀少資料の発見
2018年12月、九州大学文書館にて、交響曲第104番「ロンドン」(ハイドン)の楽譜が発見される。この楽譜は羽衣管弦楽団から譲り受けたものとされ、楽譜の書き込みから、1917年12月7日、天王寺公会堂にて羽衣管弦楽団によって演奏されたことが判明した。これまで同曲の国内初演は1928年3月17日、宝塚交響楽協会と考えられてきた。
また同時に、1924年(大正13年)1月26日摂政宮殿下御成婚奉祝音楽会にて演奏されたとされる、交響曲第９番第４楽章(ベートーヴェン)の使用楽譜が発見された。